# Mount Burnham (berg i Antarktis, lat -71,57, long 159,83)
Mount Burnham är ett berg i Antarktis. Det ligger i Östantarktis. Australien gör anspråk på området. Toppen på Mount Burnham är 2 907 meter över havet.
Terrängen runt Mount Burnham är varierad. Mount Burnham är den högsta punkten i trakten. Trakten är obefolkad. Det finns inga samhällen i närheten.